# Gennadios I
Gennadios I – egzarcha Kartaginy w latach 591–598.
Był ostatnim magister militum per Africam (od 578) i pierwszym egzarchą Kartaginy. Jest autorem obszernej korespondencji z papieżem Grzegorzem Wielkim w kwestiach Kościoła afrykańskiego, dotyczącej głównie donatystów.